# Vuelta a El Salvador
La Vuelta a El Salvador fueron dos carreras ciclistas profesionales por etapas, una masculina y otra femenina que se disputaban en El Salvador. 
Estas carreras formaban parte de un evento ciclístico en donde también se disputan o disputaban otras carreras profesionales como Grand Prix de Santa Ana (2006-2008), Vuelta a Occidente (2008), Grand Prix GSB y Grand Prix El Salvador (desde 2012), Grand Prix de Oriente (desde 2013); además de la mencionada masculina (entre 1964 y 1994 -con varios parones intermedios- y entre 2004 y 2007).

## Cronología y descripción de las pruebas

### Vuelta a El Salvador
La masculina es la más antigua de todas ya que se creó en 1964 y se disputó hasta 1994 aunque tuvo varios parones siendo el más importante entre 1969 y 1972. Tras un gran parón de 10 años volvió a realizarse desde 2004 hasta 2007 con la peculiaridad que desde la creación de los Circuitos Continentales UCI en 2005 formó parte del UCI America Tour, dentro de la categoría 2.2 (última categoría del profesionalismo).
La femenina fue creada en 2004 con el nombre de Vuelta Ciclista Femenina a El Salvador para diferenciarla de la masculina. En principio fue amateur pero pronto, en 2005, ascendió al profesionalismo dentro de la categoría 2.1 (máxima categoría del profesionalismo para carreras por etapas femeninas). En 2007 y 2008 bajó de categoría a la 2.2 (última categoría del profesionalismo) y no se volvió a disputar hasta el 2012 ya con el nombre actual sin el "añadido" de Ciclista Femenina -debido a la desaparición de la prueba masculina- y sin la preposición "a", siguiendo estando en la categoría 2.1 (aunque en 2013, tras la introducción de la categoría 2.HC, se quedó en un segundo escalón pero solo ese año ya que esa categoría superior solo existió en ese año 2013). En 2014 se le añadió la preposición "a" al nombre oficial.
Ha tenido desde 3 etapas más prólogo de su primera edición hasta 6 más prólogo del 2006 y 7 de las ediciones de 2008 y 2013. Sus fechas han ido variando a lo largo de las ediciones con la característica que casi siempre se ha disputado o al principio de la temporada (mes de marzo) o a finales (mes de octubre) excepto en el 2008 que se disputó en mayo, con la intención de atraer a corredoras importantes del pelotón internacional.

### Otras carreras
Por su parte, el resto de carreras femeninas fueron creadas desde el 2006, llegando a correrse además de la Vuelta a El Salvador hasta tres más en 2013.
La primera fue el Gran Premio Santa Ana (oficialmente: Grand Prix de Santa Ana), carrera de un día que se disputaba en el departamento de Santa Ana con un recorrido en torno a los 94 km. Esta duró de 2006 al 2008 siendo en 2006 y 2007 de categoría 1.2 (última categoría del profesionalismo) y ascendiendo en su última edición a la 1.1. Se disputó dos días después de la Vuelta a El Salvador en 2006 y un día antes en las ediciones del 2007 y 2008.
En 2008 surgió la Vuelta a Occidente, que solo tuvo esa única edición. Esta vuelta de 3 etapas más prólogo discurría por los departamentos occidentales de El Salvador: Ahuachapán, La Libertad y Santa Ana. Se comenzó a disputar dos días después de la Vuelta a El Salvador. Fue de categoría 2.2 (última categoría del profesionalismo).
Tras no correrse la Vuelta a El Salvador hasta el 2012 no hubo más carreras de estas características hasta dicho año con la creación del Gran Premio GSB (oficialmente: Grand Prix GSB) y el Gran Premio El Salvador (oficialmente: Grand Prix el Salvador). Estas no han tenido una fecha fija y han ido variando disputándose antes o después de la carrera principal con uno o incluso dos días de diferencia. El Gran Premio GSB desde su creación pertenece a la categoría 1.1 y tiene en torno a los 100 km entre Salvador del Mundo y Juayúa, su nombre se debe al patrocinio del complejo hotelero GSB Resort & SPA donde se pasa kilómetros antes de la meta. El Gran Premio El Salvador también desde su creación pertenece a la categoría 1.1 y tiene 93,2 km entre San Salvador y final en alto en Zaragoza.
Por último en 2013 se creó el Gran Premio de Oriente (oficialmente: Grand Prix de Oriente) que se disputa un día antes de la Vuelta a El Salvador. Es de categoría 1.2 (última categoría del profesionalismo) y tiene 99 km entre San Salvador y Berlin.

## Palmarés

### Vuelta a El Salvador masculina
En amarillo: edición amateur.
| Año                                     | Ganador                 | Segundo                 | Tercero               |
| Vuelta Ciclista Masculina a El Salvador |                         |                         |                       |
| --------------------------------------- | ----------------------- | ----------------------- | --------------------- |
| 1964                                    | Armando Paniagua        |                         |                       |
| 1965                                    | Juan José Pontaza       |                         |                       |
| 1966-1967                               | No se disputó           | No se disputó           | No se disputó         |
| 1968                                    | Julio Patricio Merino   |                         |                       |
| 1969-1972                               | No se disputó           | No se disputó           | No se disputó         |
| 1973                                    | Francisco Antonio Funes |                         |                       |
| 1974                                    | Fernando Moreno         | Juan Martín Escoto      | Mauricio Hernández    |
| 1975                                    | Pedro Acu Tura          |                         |                       |
| 1976                                    | No se disputó           | No se disputó           | No se disputó         |
| 1977                                    | Arquimedes Jaén         |                         |                       |
| 1978                                    | No se disputó           | No se disputó           | No se disputó         |
| 1979                                    | Roberto López           |                         |                       |
| 1980                                    | No se disputó           | No se disputó           | No se disputó         |
| 1981                                    | Gregorio Rodríguez      |                         |                       |
| 1982                                    | Carlos Aguilar          |                         |                       |
| 1983                                    | Rafael Ernesto Chávez   |                         |                       |
| 1984                                    | Arsenio Chaparro        |                         |                       |
| 1985                                    | Héctor Patarroyo        |                         |                       |
| 1986                                    | Julio Carlos Morales    |                         |                       |
| 1987                                    | Jorge Landaverde        |                         |                       |
| 1988                                    | Luis Alfredo Pérez      | José Domingo Gaitan     | Carlos Zamora         |
| 1989                                    | Jair Bernal             | Omar Trompa             | Daniel Vargas         |
| 1990                                    | Marcos Wilches          | Alan Ugalde             | Victor Cardona        |
| 1991                                    | Luis Fernando Lara      | Carlos Luis Palacios    |                       |
| 1992                                    | José Daniel Bernal      | Jairo Pérez             | Serguéi Sujoruchenkov |
| 1993                                    | Luis Germán Cárdenas    | Marvin Escalante        | Sergio Escobar        |
| 1994                                    | Fredy Núñez             |                         |                       |
| 1995-2003                               | No se disputó           | No se disputó           | No se disputó         |
| 2004                                    | Carlos Enrique Ávalos   | Jorge Alberto Contreras | Óscar Álvarez         |
| 2005                                    | Cameron Hughes          | Paulo Vélez             | Manuel Rodas          |
| 2006                                    | Gregorio Ladino         | Libardo Niño            | Francisco Colorado    |
| 2007                                    | Wilson Zambrano         | Christian Meier         | Bernardo Colex        |

### Vuelta a El Salvador femenina
En amarillo: edición amateur.
| Año                                    | Ganadora           | Segunda              | Tercera            |
| Vuelta Ciclista Femenina a El Salvador |                    |                      |                    |
| -------------------------------------- | ------------------ | -------------------- | ------------------ |
| 2004                                   | Evelyn García      | Tanja Schmidt-Hennes | Sigrid Corneo      |
| 2005                                   | Edita Pucinskaite  | Evelyn García        | Sigrid Corneo      |
| 2006                                   | Aimee Vasse        | Marta Vilajosana     | Grace Fleury       |
| 2007                                   | Evelyn García      | Tatiana Stiajkina    | Jeannie Longo      |
| 2008                                   | Tatiana Stiajkina  | Marianne Vos         | Maribel Moreno     |
| 2009-2011                              | No se disputó      | No se disputó        | No se disputó      |
| Vuelta El Salvador                     |                    |                      |                    |
| 2012                                   | Clemilda Fernandes | Tatiana Guderzo      | Evelyn García      |
| 2013                                   | Noemi Cantele      | Alena Amialiusik     | Serika Gulumá      |
| Vuelta a El Salvador                   |                    |                      |                    |
| 2014                                   | Mara Abbott        | Alena Amialiusik     | Olga Zabelinskaya  |
| 2015-2023                              | No se disputó      | No se disputó        | No se disputó      |
| Tour de El Salvador                    |                    |                      |                    |
| 2024                                   | Elena Hartmann     | Tamara Drónova       | Antri Christoforou |
| 2025                                   | Elena Hartmann     | Usoa Ostolaza        | Yanina Kuskova     |

### Gran Premio de Santa Ana
| Año  | Ganadora          | Segunda           | Tercera      |
| ---- | ----------------- | ----------------- | ------------ |
| 2006 | Olivia Gollan     | Liza Rachetto     | Grace Fleury |
| 2007 | Tatiana Stiajkina | Evelyn García     | Edwige Pitel |
| 2008 | Marianne Vos      | Tatiana Stiajkina | Alona Andruk |

### Vuelta a Occidente
| Año  | Ganadora     | Segunda           | Tercera        |
| ---- | ------------ | ----------------- | -------------- |
| 2008 | Marianne Vos | Tatiana Stiajkina | Maribel Moreno |

### Gran Premio GSB
| Año  | Ganadora           | Segunda          | Tercera          |
| ---- | ------------------ | ---------------- | ---------------- |
| 2012 | Evelyn García      | Arlenis Sierra   | Alena Amialyusik |
| 2013 | Clemilda Fernandes | Alena Amialyusik | Noemi Cantele    |
| 2014 | Olga Zabelinskaya  | Alena Amialyusik | Mara Abbott      |

### Gran Premio El Salvador
| Año       | Ganadora           | Segunda           | Tercera           |
| --------- | ------------------ | ----------------- | ----------------- |
| 2012      | Noemi Cantele      | Tatiana Guderzo   | Amber Neben       |
| 2013      | Silvia Valsecchi   | Marcia Fernandes  | Martina Ruzickova |
| 2014      | Alena Amialyusik   | Olga Zabelinskaya | Mara Abbott       |
| 2015-2023 | No se disputó      | No se disputó     | No se disputó     |
| 2024      | Valentina Basilico | Tamara Drónova    | Sylvie Swinkels   |
| 2025      | Laura Tomasi       | Sara Fiorin       | Mia Griffin       |

### Gran Premio de Oriente
| Año  | Ganadora      | Segunda             | Tercera            |
| ---- | ------------- | ------------------- | ------------------ |
| 2013 | Noemi Cantele | Lorena María Vargas | Clemilda Fernandes |
| 2014 | Mara Abbott   | Flavia Oliveira     | Sharon Laws        |

## Palmarés por países

### Palmarés de los trofeos por países
| País        | Victorias |
| ----------- | --------- |
| Colombia    | 10        |
| El Salvador | 7         |
| Guatemala   | 4         |
| México      | 1         |
| Panamá      | 1         |
| Cuba        | 1         |
| Australia   | 1         |

| País           | Victorias |
| -------------- | --------- |
| El Salvador    | 2         |
| Estados Unidos | 2         |
| Suiza          | 2         |
| Lituania       | 1         |
| Ucrania        | 1         |

| País         | Victorias |
| ------------ | --------- |
| Australia    | 1         |
| Ucrania      | 1         |
| Países Bajos | 1         |

| País         | Victorias |
| ------------ | --------- |
| Países Bajos | 1         |

| País        | Victorias |
| ----------- | --------- |
| El Salvador | 1         |
| Brasil      | 1         |
| Rusia       | 1         |

| País        | Victorias |
| ----------- | --------- |
| Italia      | 4         |
| Bielorrusia | 1         |

| País           | Victorias |
| -------------- | --------- |
| Italia         | 1         |
| Estados Unidos | 1         |